# Sensor de proximidad

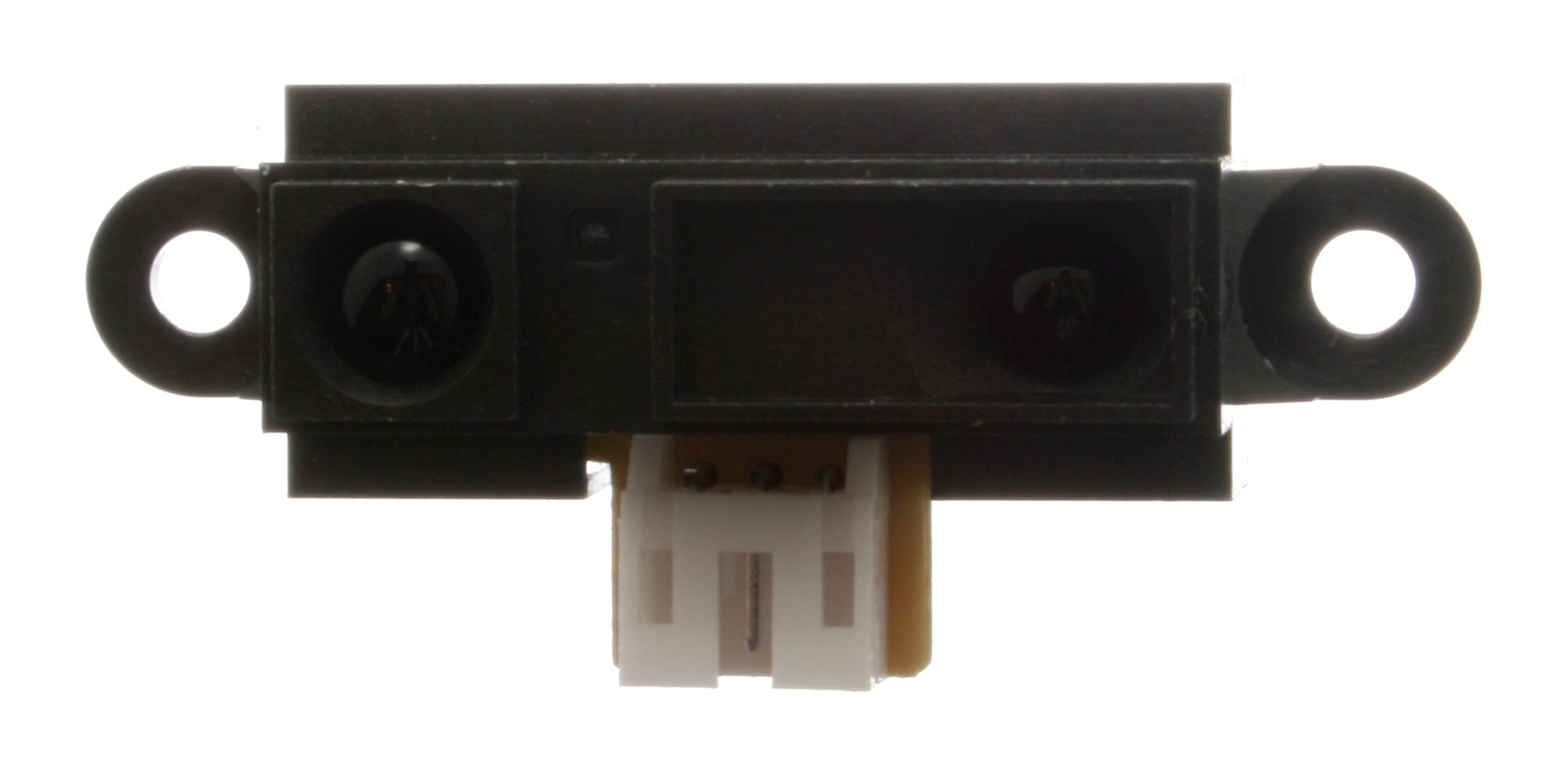
Sensor de proximidad infrarrojo.

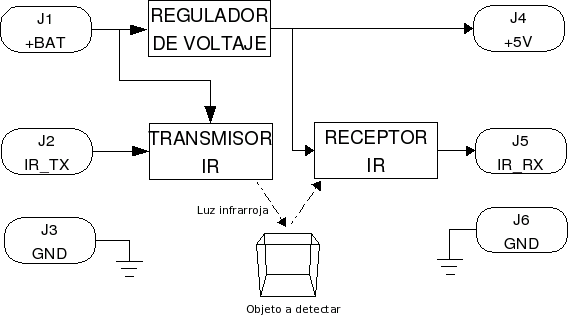
Ejemplo de un diagrama de bloques del sensor de proximidad por infrarrojos.

Un sensor de proximidad es un transductor que detecta objetos o señales que se encuentran cerca del elemento sensor.
Existen varios tipos de sensores de proximidad según el principio físico que utilizan. Los más comunes son los interruptores de posición, los detectores capacitivos, los inductivos y los fotoeléctricos, como el de infrarrojos.

## Interruptores de posición
El final de carrera también llamado LIMIT SWITCH o sensor de contacto (también conocido como "interruptor de límite") o limit switch, son dispositivos eléctricos, neumáticos o mecánicos situados al final del recorrido de un elemento móvil, como por ejemplo una cinta transportadora, con el objetivo de enviar señales que puedan modificar el estado de un circuito. Internamente pueden contener interruptores normalmente abiertos (NA), cerrados (NC) o conmutores (2) dependiendo de la operación que cumplan al ser accionados.
Generalmente estos sensores están compuestos por dos partes: un cuerpo donde se encuentran los contactos y una cabeza que detecta el movimiento. 
Su uso es muy diverso, empleándose, en general, en todas las máquinas que tengan un movimiento rectilíneo de ida y vuelta o sigan una trayectoria fija, es decir, aquellas que realicen una carrera o recorrido fijo, como por ejemplo ascensores, montacargas, robots, etc.

## Capacitivos
La función del detector capacitivo consiste en señalar un cambio de estado, basado en la variación del estímulo de un campo eléctrico. Los sensores capacitivos detectan objetos metálicos, o no metálicos, midiendo el cambio en la capacitancia, la cual depende de la constante dieléctrica del material a detectar, su masa, tamaño, y distancia hasta la superficie sensible del detector. Los detectores capacitivos están construidos sobre la base de un oscilador LC. Debido a la influencia del objeto a detectar, y del cambio de capacitancia, la amplificación se incrementa haciendo entrar en oscilación el oscilador. El punto exacto de esta función puede regularse mediante un potenciómetro, el cual controla la realimentación del oscilador. La distancia de actuación en determinados materiales, pueden por ello, regularse mediante el potenciómetro. La señal de salida del oscilador alimenta otro amplificador, el cual a su vez, pasa la señal a la etapa de salida. Cuando un objeto conductor se acerca a la cara activa del detector, el objeto actúa como un condensador. El cambio de la capacitancia es significativo durante una larga distancia. Si se aproxima un objeto no conductor, (>1) solamente se produce un cambio pequeño en la constante dieléctrica, y el incremento en su capacitancia es muy pequeño comparado con los materiales conductores.
Este detector se utiliza comúnmente para detectar material no metálico: papel, plástico, madera, etc. ya que funciona como un condensador.

## Inductivos
Los sensores inductivos de proximidad han sido diseñados para trabajar generando un campo magnético y detectando las pérdidas de corriente de dicho campo generadas al introducirse en él los objetos de detección férricos. 
El sensor consiste en una bobina con núcleo de ferrita, un oscilador, un sensor de nivel de disparo de la señal y un circuito de salida.
Al aproximarse un objeto "metálico", se inducen corrientes de histéresis en el objeto. Debido a ello hay una pérdida de energía y una menor amplitud de oscilación. El circuito sensor reconoce entonces un cambio específico de amplitud y genera una señal que conmuta la salida de estado sólido o la posición "ON" y "OFF".
El funcionamiento es similar al capacitivo; la bobina detecta el objeto cuando se produce un cambio en el campo electromagnético y envía la señal al oscilador, luego se activa el disparador y finalmente al circuito de salida hace la transición entre abierto o cerrado.

## Fotoeléctrico
El receptor de rayos infrarrojos suele ser un fotodiodo. El circuito de salida utiliza la señal del receptor para amplificarla y adaptarla a una salida que el sistema pueda entender. La señal enviada por el emisor puede ser codificada para distinguirla de otra y así identificar varios sensores a la vez. Esto es muy utilizado en la robótica en casos en que se necesita tener más de un emisor infrarrojo y solo se quiera tener un receptor.
Existen tres tipos de sensores fotoeléctricos, los sensores por barrera de luz, reflexión sobre espejo o reflexión sobre objetos.

## Ultrasónico
Los sensores de ultrasonidos son detectores de proximidad que trabajan libres de roces mecánicos y que detectan objetos a distancias de hasta 8 m. El sensor emite impulsos ultrasónicos. 
Estos se reflejan en un objeto, el sensor recibe el eco producido y lo convierte en señales eléctricas, las cuales son elaboradas en el aparato de valoración. Estos sensores trabajan solamente en el aire, y pueden detectar objetos con diferentes formas, superficies y de diferentes materiales. 
Los materiales pueden ser sólidos, líquidos o polvorientos, sin embargo han de ser deflectores de sonido. Los sensores trabajan según el tiempo de transcurso del eco, es decir, se valora la distancia temporal entre el impulso de emisión y el impulso del eco.
Este sensor al no necesitar el contacto físico con el objeto ofrece la posibilidad de detectar objetos frágiles, como pintura fresca; además, detecta cualquier material, independientemente del color, al mismo alcance, sin ajuste ni factor de corrección.
Los sensores ultrasónicos tienen una función de aprendizaje para definir el campo de detección, con un alcance mínimo y máximo de precisión de 6 mm.
El problema que presentan estos dispositivos son las zonas ciegas y el problema de las falsas alarmas. La zona ciega es la zona comprendida entre el lado sensible del detector y el alcance mínimo en el que ningún objeto puede detectarse de forma fiable.

## Magnético
Los sensores de proximidad magnéticos son caracterizados por la posibilidad de distancias grandes de la conmutación, disponible de los sensores con dimensiones pequeñas. Detectan los objetos magnéticos (imanes generalmente permanentes) que se utilizan para accionar el proceso de la conmutación. Los campos magnéticos pueden pasar a través de muchos materiales no magnéticos, el proceso de la conmutación se puede también accionar sin la necesidad de la exposición directa al objeto. Usando los conductores magnéticos (ej. hierro), el campo magnético se puede transmitir sobre mayores distancias para, por ejemplo, poder llevarse la señal de áreas de alta temperatura.